# Stadion Miejski w Pszowie
Stadion Miejski – stadion sportowy w Pszowie, w Polsce. Został otwarty w 1935 roku. Może pomieścić 6000 widzów. Swoje spotkania rozgrywają na nim piłkarze klubu Górnik Pszów. W sezonach 1988/89, 1991/92 oraz 1992/93 obiekt gościł występy tego zespołu w II lidze.